# 944 a.C.

## Eventos
- Fim do reinado de Hiram I.